# Васильківське родовище кварцитів
Васильківське родовище кварцитів у Васильківському районі Дніпропетровської області.
За якістю і технологічними властивостями кварцити Васильківського родовища можуть бути рекомендовані для використання як сировини при виробництві динасів та феросплавів.
Основною продуктивною товщею цього родовища є темрюкська світа. По набору літологічних різновидностей порід, характеру їх чергування в розрізах і наявності маркіруючих горизонтів, розріз темрюкської світи розчленується на такі стратиграфічні підрозділи (знизу вверх):
- підрудна пачка глубокометаморфизованих порід (мігматити, мігматизовані гнейси);
- рудна пачка кварцитових порід (піроксен-біотитові, мономінеральні кварцити з гранатом);
- надрудна пачка біотитових, амфібол-біотитових гнейсів різною мірою метаморфизованих мігматитів, кристалічних сланців.

Підрудна пачка складена, переважно мігматитами — різною мірою мігматизованими гнейсами. Максимальна потужність пачки складає 59,0 м. Рудна пачка складена мономінеральними кварцитами з нерівномірною вкрапленістю гранату. В зоні вивітрювання проходить інтенсивне окислення і вилуговування гранату, внаслідок чого кварцит приймає ноздрівато-кавернозний вигляд. Вміст гранату складає в середньому 5-7%. Кварцити характеризуються інтенсивною тріщинуватістю. Потужність моно мінеральних кварцитів коливається від 45 до 155 м.
На пачці кварцитових порід згідно залягає надрудна пачка, складена біотитовими, біотит-амфіболовими, різною мірою мігматизованими гнейсами, мігматитами і кристалічними сланцями. Максимальна потужність цієї пачки складає 198,3 м.
Запаси кварцитів Васильківського родовища складають по категорії С1 – 16 187,3 тис. т, С2 – 30 823 тис. т, Р1 – 72 727,5 тис. т.
Згідно ДЕСТ 9854-81 “Кварцити кристалічні для виробництва динасових виробів” і ГСТ 1449-80 “Кварцити для виробництва феросплавів” по хімічному складу кварцит повинен відповідати вимогам: SiO2 – не менше 96-98%, Al2O3 – не більше 1,1 – 1,8%, Fe2O3 – не більше 0,6 – 0,7%, P2O5 – не більше 0,02 – 0,03%.
Мінералогічний склад кварцитів наступний: гранат 0,5 – 12,2%, кварц – 86,5-99,9%.
За результатами хімічних аналізів кварцити родовища мають неоднорідний склад і по складу основних компонентів характеризуються наступними показниками: SiO2 – від 87,1 до 99,26%, середнє по родовищу 94,06%, Fe2O3 від 0,74 до 5,3, середнє 2,73; Al2O3 від 0,01 до 3,48, середнє 0,29%.